# Fire-and-Forget

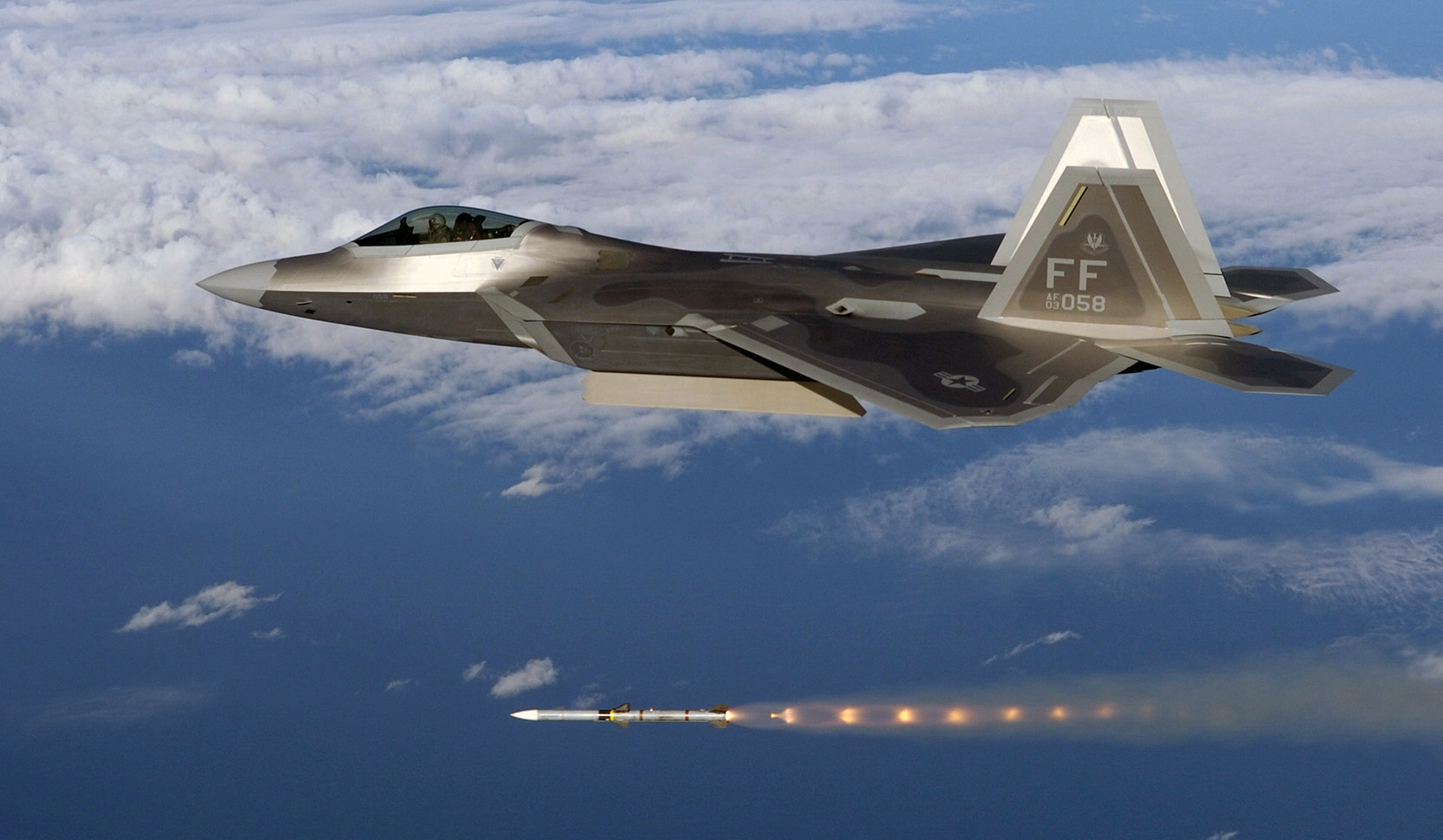
Eine F-22 feuert eine AIM-120 ab

Fire-and-Forget (engl. für „selbst zielsuchend“, wörtlich etwa „abfeuern und vergessen“) bezeichnet im Militärjargon die Fähigkeit von Lenkflugkörpern, Ziele ohne weitere Unterstützung der Feuerplattform, des Schützen oder sonstiger externer Hilfsmittel anzusteuern. Ab dem Moment des Abschusses steuern solche Waffen selbständig zum Ziel, beispielsweise durch eine Infrarotlenkung oder eine aktive Zielsuchlenkung mit eigenem Radar.
Bekannte Fire-and-Forget-Flugkörper sind:
- Kornet-EM
- FIM-92 Stinger
- AIM-9 Sidewinder
- AIM-120 AMRAAM
- MBDA Meteor
- FGM-148 Javelin[1]
- RIM-116 RAM
- FGM-172 SRAW
- AGM-114 Hellfire (nur Version "L")
- einige Modelle der AGM-65 Maverick
- die französische Exocet-Rakete (ein Seezielflugkörper)
- PARS 3 LR (Panzerabwehrrakete)

Andersartige Flugkörper dürfen nach dem Abschuss oder Abwurf nicht unbeaufsichtigt gelassen werden, da sie mit einem Radar- oder Laserstrahl oder optisch (SACLOS) aktiv ins Ziel geleitet werden müssen. Dies schränkt die Manövrierfähigkeit der Abschussplattform ein und gefährdet zusätzlich den Schützen oder die Abschusseinheit durch eine direkte Sichtverbindung zum Flugkörper oder Ziel, erhöht aber die Störsicherheit der Waffe, beispielsweise gegen ECM, Täuschkörper, Nebel, Rauch und Staub. In manchen Situationen (wenn zum Beispiel die Infrarot-Emission eines Panzers und seiner Umgebung fast gleich ist) ist es möglich, dass eine Fire-and-Forget-Waffe nicht eingesetzt werden kann. Hier zeigen draht-gelenkte Waffen Vorteile. Es gibt auch Waffen, die mit beiden Feuermodi separat oder gemeinsam gesteuert werden können.

## Abgeleitete Verwendung
Fire-and-Forget taucht davon abgeleitet auch in anderen Fachgebieten als (sowohl auf- als auch abwertende) jargon- und fachsprachliche Bezeichnung auf, teils mit leicht anderer Bedeutung:
- In der Organisation wird der Begriff einerseits für Themen verwendet, welche vom Ersteller oder Verantwortlichen nach dem Eröffnen von diesem nicht weiter bearbeitet werden und deshalb oftmals das Ziel nicht erreichen oder andererseits nach der Beauftragung nicht weiter verfolgt werden müssen, weil die vollständige und korrekte Erledigung durch organisatorische Maßnahmen unumgänglich ist.
- In der Informatik charakterisiert der Begriff beispielsweise einfache Netzwerkprotokolle ohne Empfangsbestätigung (beispielsweise UDP), den Versand von Spam-Nachrichten oder das Erstellen von Objekten in objektorientierten Programmiersprachen, ohne diese jemals wieder zu verwenden.[3]
- In der Medizin bezeichnet der Begriff eine Behandlungsstrategie mit fester Dosis eines Medikaments, beispielsweise bei Blutdruck- oder Lipidsenkern[4]